# 1179 en santé et médecine
| Années de la santé et de la médecine : 1176 - 1177 - 1178 - 1179 - 1180 - 1181 - 1182    |
| Décennies de la santé et de la médecine : 1140 - 1150 - 1160 - 1170 - 1180 - 1190 - 1200 |

Cet article présente les faits marquants de l'année 1179 en santé et médecine.

## Événements
- Le roi de France Louis VII « est frappé d'un ictus avec hémiplégie droite ». Il mourra d'un second ictus l'année suivante 1180[1].
- Le concile du Latran fixe le statut des lépreux[2],[3],[4].

## Fondation
- Une maison des lépreux est attestée à Nogent-le-Rotrou, dans le Perche[5].

## Personnalités
- Fl. « Hudardus, médecin : témoin cité dans une charte de Henri, comte d'Eu, en faveur de l'abbaye de Saint-Michel du Tréport[6] » en Normandie.
- Fl. Jean N…, « mire » à Tours, paroisse Saint-Pierre le Puellier[7].
- Fl. W., médecin, chanoine de Marseille[7].

## Décès
- 17 septembre : Hildegarde de Bingen (née en 1098), abbesse bénédictine, auteure d'au moins deux traités de médecine ou sciences naturelles, connus sous les titres de Causae et curae et de Physica[8],[9].